# Bramarpura
Bramarpura (nep. ब्रह्मपुरा) – gaun wikas samiti w środkowej części Nepalu w strefie Dźanakpur w dystrykcie Mahottari. Według nepalskiego spisu powszechnego z 2001 roku liczył on 1413 gospodarstw domowych i 8239 mieszkańców (4093 kobiet i 4146 mężczyzn).